# Іван Белла
Іван Белла (словац. Ivan Bella; нар. 21 травня 1964) — перший словацький космонавт, у лютому 1999 року здійснив космічний політ тривалістю 7 діб 21 годин 56 хвилин.

## Біографія
Іван Белла народився 21 травня 1964 року у селі Долна Легота, у районі міста Брезно, Чехословаччина (зараз Словаччина). Після закінчення середньої школи в 1979 році Белла до 1983 року навчався в воєнній гімназії в Банській Бистриці. Потім вступив до Воєнної льотної академії (словац. Vysoká vojenská letecká škola SNP v Košiciach, після 1993 року перейменована в Академію імені генерала Мілана Растислава Штефаника, словац. Vojenská letecká akadémia gen. M. R. Štefánika) в Кошиці, яку скінчив у 1987 році.
З 1987 по 1993 рік Іван Белла служив пілотом, а потім старшим льотчиком в винищувально-фронтовій авіації ВПС Чехословацької народної армії. Потім до 1998 року — штурманом 33-й ескадрильї винищувально-бомбардувальної авіації ВПС Словаччини на базі в Малацкі, де літав на винищувачах МіГ-21 і Су-17.

### Підготовка до польоту
6 лютого Белла в складі групи з чотирьох льотчиків ВПС Словаччини прибув до Російського державного науково-дослідного випробного Центру підготовки космонавтів імені Ю. О. Гагаріна для медичного обстеження за програмою «Штефаник», для підготовки до спільного російсько-словацького польоту. 24 лютого 1998 года Белла у складі групи із трьох осіб був відібраним російськими лікарями, а 2 березня — офіційно вибраний зі словацької сторони.
23 березня 1998 року Іван прибув на підготовку до Центру підготовки космонавтів (ЦПК) ім. Ю. О. Гагаріна, де з 25 березня по серпень проходив загальнокосмічну підготовку в складі групи «СЛ».
3 серпня словацька сторона офіційно оголосила про призначення Івана Белли в основний екіпаж корабля «Союз ТМ-29». 15 серпня склади екіпажів було затверджено Держкомісією, і з 27 серпня по 2 лютого 1999 року Белла проходив безпосередню підготовку до польоту в складі екіпажу із командира Віктора Афанасьєва й бортінженера Жан-Пьера Еньєре.

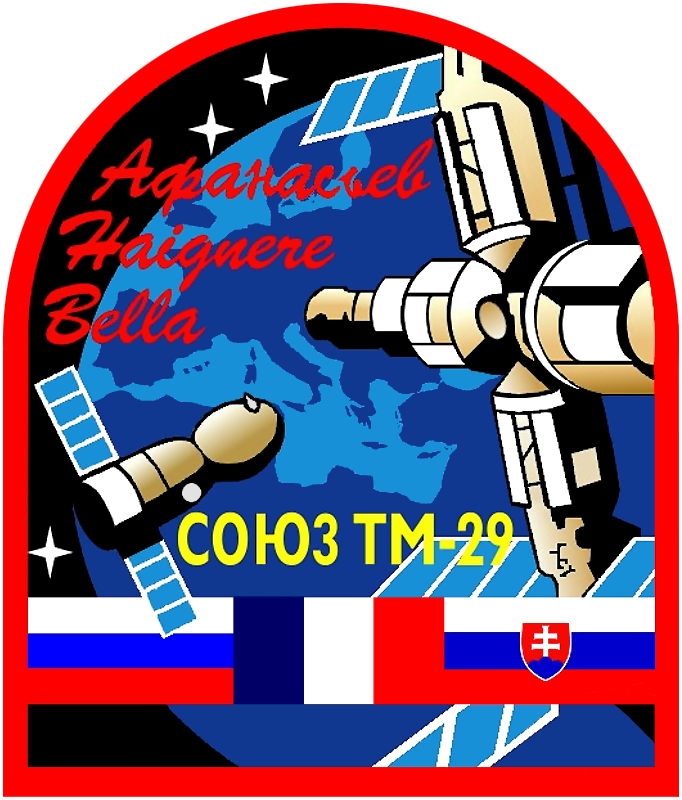
Союз ТМ-29

### Перший політ
20 лютого 1999 року на космічному кораблі (КК) «Союз ТМ-29» відправився у свій перший політ, ставши тим самим першим словацьким космонавтом (а Словаччина — 29-ю країною, що відправила свого громадянина у космос). 22 лютого «Союз ТМ-29» зістикувався з орбітальною станцією «Мир», на якій працював екіпаж ЭО-26 Генадій Падалка й Сергій Авдєєв.
Після того, як було проведено заплановані експерименти (зокрема експеримент «Ендотест» для Інституту медико-біологічних проблем Російської академії наук й Інститутом Експериментальної Ендокринології Словацької академії наук, ціллю якого було визначення нейро-ендокринних та інших фізичних функцій космонавта при різноманітних видах навантаження з метою з'ясування стресогенної дії мікрогравітації на організм людини) і пройшла заміна екіпажа на станції, Белла й Падалка повернулись на Землю 28 лютого на кораблі «Союз ТМ-28». Тривалість польоту Івана Белли становила 7 діб 21 годину й 56 хвилин.

## Подальша служба
Після повернення Белла отримав звання підполковника ВПС Словаччини, а 21 червня 1999 року був нагороджений Орденом Мужності.
У серпні 2001 року іменем Івана Белла було названо астероїд 22901 Іванбелла.
2003 року Іван Белла отримав звання полковника й 2004 року був призначений військовим аташе при Посольстві Словаччини в Росії. За посадою Белла займається проблемами міжнародного співробітництва в галузі озброєнь та роззброєнь. Є членом комісії по проблемах дослідження використання космосу.

## Сім'я
Белла одружений та має двох дітей від першого шлюбу.

## Нагороди
- Орден Людовита Штура 1 ступеня (Словаччина, 31 серпня 1999 року)[8]
- Орден Мужності (Росія, 17 червня 1999 року) — за мужність і самовідданість, проявлені при здійснені польоту на космічному транспортному кораблі «Союз-ТМ» та орбітальному науково-дослідному комплексі «Мир», і великий внесок у розвиток російсько-словацького співробітництва в галузі досліджень космічного простору[9][10]
- Медаль «За заслуги в освоєнні космосу» (Росія, 12 квітня 2011 року) — за великий внесок у розвиток міжнародного співробітництва в галузі пілотованої космонавтики[11]